# Пиритоедър
Пиритоедърът е изпъкнал дванадесетостен със специфична симетрия. Той е свързан с додекаедъра, който може да се разглежда като негов частен случай с по-правилна форма. Пиритоедърът има дванадесет еднакви петоъгълни (не непременно правилни) стени, срещащи се по три във всеки от 20 върха. Ръбовете, общо 30 на брой са от два различни вида, 24 и 6 съответно.
Когато дължината на шестте еднакви ръба се мени и се запазва условието за изпъкналост, могат да се получават три други известни многостена.
- В граничния случай, когато тя става нула, се получава ромбичен додекаедър.
- Когато съвпада с тази на останалите други ръбове се получава додекаедър.
- Когато нараства, така че между ръбовете възниква колинеарност, се образува куб, със стени разделени на двойки правоъгълници.

Дуалният многостен е псевдоикосаедър.
Пиритоедърът е получил името си като форма, в която се среща минералът пирит. Тъй като тя може да бъде много близка до правилния додекаедър се предполага, че на нея се дължи ранното откритие на това геометрично тяло.